# 東章
東 章（あずま あきら、1948年9月28日 - ）は、日本のプロゴルファー。

## 来歴
1979年の日本プロでは初日を3アンダー69で常陸文男・山本善隆・鈴村照男・森本俊治・中村通・石井裕士・鷹巣南雄・渡辺三男・杉原輝雄と並んでの10位タイでスタートし、2日目も常陸・山本善と共に69で中嶋常幸と並んでの3位タイに着けた。
1980年には京滋オープンでは優勝し、1990年の関西オープンを最後にレギュラーツアーから引退。

## 主な優勝
- 1980年 - 京滋オープン